# ベトナムの日本語教育
ベトナムの日本語教育（ベトナムのにほんごきょういく、ベトナム語：Giáo dục tiếng Nhật tại Việt Nam、チュノム：教育㗂日在越南）とは、日本語を母語としないベトナム人に対し、日本語でのコミュニケーション能力をつけさせることを指す。

## 沿革
- 1943年 ハノイ、ハイフォン、サイゴン（現ホーチミン市）において、ベトナム人のみならず華僑やフランス人を対象に日本語教育が開始される。
- 1944年 日本語学習者2,500名との報道。
- 1957年 サイゴン大学日本語講座開始。
- 1961年 ハノイ貿易大学日本語教育開始。
- 2000年 人材育成支援無償事業（JDS）プロジェクト開始。
- 2001年 ハノイとホーチミンにベトナム日本人財協力センター（VJCC)開設。初代日本語専門家は柴原智代と平田好。
- 2002年 ダナン外国語大学で日本語教育開始。
- 2003年 国際交流基金による「ベトナム中等学校における日本語教育試行プロジェクト」開始
- 2003年 ハノイのチュー・ヴァン・アン（朱文安）中学校で、第1外国語科目としての日本語教育開始。
- 2004年 ハノイのロモノーソフ中学校（私立）で、第1外国語科目としての日本語教育開始。
- 2005年 ハノイのリ・トゥオン・キエット（李常傑）中学校、フオンナム（芳南）中学校（私立）、ダナンのタイソン（西山）中学校、レ・ロイ（黎利）中学校、フエのグエン・チ・フオン（阮知方）中学校、チュー・ヴァン・アン中学校、ホーチミン市のヴォー・チュオン・トアン（武長纘）中学校で、第1外国語科目としての日本語教育開始。
- 2005年 ハノイの国家大学群の外国語大学付属高校での日本語教育開始
- 2006年 フエ外国語大学で日本語教育開始。
- 2007年 ハノイのチュー・ヴァン・アン高校、フエのファン・サオ・ナム（潘巣南）中学校で日本語教育開始。
- 2007年 ハノイ国家大学群の外国語大学主催「日本語学・日本語教育国際シンポジウム」
- 2007年 ハノイ日本語教師会発足。
- 2008年4月 国際交流基金のベトナム日本文化交流センターが開設された。
- 2008年8月 JENESYSの日本語教師が派遣された。
- 2008年8月 財団法人日本国際協力財団からの派遣が始まった。（2名：ダナン・フエ）
- 2008年 ホーチミン市のレ・クイ・ドン（黎貴惇）高校、マリー・キュリー高校、ゴ・タット・ト（呉必素）中学校で日本語教育開始。
- 2008年 ハノイ大学主催の国際シンポジウム「日本語教育を踏まえた日本研究への道」
- 2009年11月 国家大学群の外国語大学に日本語教育専攻の大学院が開設された。
- 2010年より小学校三年生から外国語学習開始（日英仏中露）。担当はVNIES（ベトナム教育科学院）。
- 2010年8月 VJCCがハノイ貿易大学へ移管予定。
- 2013年 国際交流基金による「ベトナム中等学校における日本語教育試行プロジェクト」終了予定。
- 2016年3月1日 ベトナム全土の小学校で日本語を「第１外国語」として教えることをベトナム教育・訓練省が発表。
- 2020年6月、ベトナム中部（ベトナム語版、英語版）ダナンにあるドンア大学（東亜大学）が日本言語文化学部が新設[1]。

## 最近の動向
- 日本への留学生数は2008年5月1日現在で2,873名で世界第四位（非漢字圏では一位）。上位5カ国の中では最も伸び率が高い（前年比11.3%増）。
- ITエンジニアを対象とした日本語教育の隆盛。
- 日越EPA締結により、介護・看護分野における日本語教育への関心が特に民間を中心に高まっている。
- ハノイ日本語教師会が会報を発行し、勉強会を再開するなど活動が活発化している。

## 主な高等教育機関

### ハノイ貿易大学
日本語学部（グエン・ティー・ビック・ハ学部長）があるが学習時間は四年間で700時間たらず。にもかかわらず、日本語能力試験の一級に300点以上で合格する学生もいる。大学ランキングではここ数年一位を維持している。構内にベトナム日本人材協力センターがある。ビジネス日本語コースでは日本語学習時間も充実し、日系企業などへの就職が目立っている。ホーチミンに分校がある。青森中央学院大学と姉妹校。

### ベトナム国家大学ハノイ校外国語大学
日本語学習時間は2000時間程度。ゴ・ミン・トゥイ学部長の強力な指導力の下、優秀な教師陣も集まっている。日本語関係の大学ではベトナムで初めて大学院を併設した。日本語教員を輩出している。三井物産の協賛で砂川有里子筑波大学教授などを招聘した日本語教師向けのコースなども開講している。日本語能力試験の一級と二級の現地実施団体。日本の佐賀大学と交流がある。付属高校でも充実した日本語教育が行われており、大学入学前に一級を取得する生徒もいる。

### ハノイ大学
旧「ハノイ外国語大学」。日本語学部の学部長はギエム・ヴィエト・フオン教授。国際交流基金の長期日本語教師研修の第一期生でもある。日本語能力試験の三級と四級の現地実施団体。

### ベトナム国家大学ハノイ校人文社会科学大学
東洋学部日本学科のファン・ハイ・リン助教授が学科長を務める。日本学科は一学年20名程度の少数精鋭主義。研究者を輩出することを目的にしている。学科長の父親も有名な歴史研究者。専修大学、立教大学、早稲田大学などと交流がある。

### FPT大学
日本からの受注が五割を超えるFPTソフトウェアが自社のエンジニアを育成するために設立した大学。ハノイとホーチミンのほか、ダナン校も開講。2009年現在、全国で3000人が学んでいる。二年生から全員が日本語必修。

### ハノイ工科大学
通称HUT。理系の最高峰。長岡技術科学大学とのトゥイニングプログラム（機械工学系）や、慶応と立命館とのトゥイニングプログラム（IT系）などで集中的に日本語を学習してる学生も多くいる。ハノイ日本語フェスティバル2009でもHUTの学生が優勝した。

### タンロン大学
ベトナムではじめての私立大学。フイン・ムイ初代学長。

### ダナン外国語大学
2004年ごろ日本語学科開設。

### フエ外国語大学
2006年に日本語学科開設。

### ホーチミン市師範大学
2009年に日本語学科開設。

### ドンア大学
2020年6月に日本言語文化学部が新設された。

## 主な生涯教育機関
- VJCC
- ドンズー日本語学校

## 民間の日本語学校
- さくら日本語学校

## ベトナムにおける中等教育段階の日本語教育の概要

### ハノイ
- 中学校：チュー・ヴァン・アン（朱文安）中学校、リ・トゥオン・キエット（李常傑）中学校、フオンナム（芳南）中学校。
- 高等学校：チュー・ヴァン・アン高校、キムリエン（金蓮）高校。

### ダナン
- 中学校：タイソン（西山）中学校、レ・ロイ（黎利）中学校。
- 高等学校：ファン・チュー・チン（潘周楨）高校（主にタイソン中学校から進学）、ホアンホアタム（黄花探）高校（主にレロイ中学から進学）。

### フエ
- 中学校：ファンサオナム中学校、チュー・ヴァン・アン中学校、グエンチーフーン中学校。
- 高等学校：クォック・ホック（国学）高校、ハイ・バー・チュン（𠄩婆徵）高校、グエン・フエ（阮化）高校。

### ホーチミン
- 中学校：レ・クイ・ドン（黎貴惇）中学、ヴォー・チュオン・トアン（武長纘）中学校。
- 高等学校：レ・クイ・ドン高校、マリー・キュリー高校、チュンヴオン（徵王）高校、ゴ・タット・ト（呉必素）高校。

## 日本からの日本語教師派遣

### 国際協力機構からの日本語教師派遣（2009年）
- ハノイ人文社会科学大学
- 貿易大学ホーチミン分校
- 国家大学ホーチミン（市）人文社会科学大学
- ホーチミン市師範大学
- 国立ダナン大学　ダナン外国語大学(二名)
- カントー大学外国語センター
- フエ大学附属外国語大学
- ハノイ国家大学外国語大学

### 国際交流基金からの日本語教師派遣
VJCCハノイ
- 専門家

VJCCホーチミン
- 専門家

ベトナム日本文化交流センター
- 専門家
- ジュニア専門家
- 指導助手
- JENESYS教師（4名）＊2011年第三期をもって終了。

### 公益財団法人 日本国際協力財団（2008年～）
消費者金融のプロミスを母体とする財団。
ダナンとフエに一名ずつ派遣している。
＊2013年夏に終了予定。

## 今後の課題
国家大学群の外国語大学付属高校で日本語を学び大学へ進学した学習者たちが日本語学習を継続しようとするとき、現在では受け皿となる既習者クラスが各大学に用意されていない。そのため、既習者たちはひらがなから学習するクラスに入るか、あるいは教室に入らないで待機するように指示されている。今後、国際交流基金のプロジェクトからの既習者も高等教育に進むようになると、この問題はさらに深刻化する懸念がある。